# Acétylacétonate de chrome(II)
L'acétylacétonate de chrome(II) est le complexe de coordination répondant à la formule Cr(O2C5H7)2. C'est le complexe homoleptique acétylacétonate de chrome(II). C'est un solide jaune brun paramagnétique sensible à l'air. Selon la cristallographie aux rayons X, le centre de Cr est plan carré.